# Національний парк Ішкель
Національний парк Ішкель — охоронна природна територія на півночі Тунісу, за 25 км на південний схід від Бізерти. Управляється міністерством сільського господарства Тунісу, підрозділом національних парків, що підпорядковується службі охорони лісів.

## Історія
У XIII столітті на території парку знаходилися мисливські угіддя династії Хафсидів. На початку XX століття парк перейшов у суспільну власність. У 1977 році оголошено ЮНЕСКО біосферним заповідником, в 1980 році було внесено до списку Світової спадщини. 18 грудня 1980 року указом президента Тунісу n°80-1608 був утворений національний парк. У тому ж 1980 році був внесений до списку територій, що захищаються Рамсарською конвенцією.

## Екологія
Парк складається з озера Ішкель площею 50 км², заболочених територій, а також скельного масиву, що досягає висоти 510 м. Він використовується як місце зимівлі 180 видами птахів, серед яких є рідкісні. У озеро впадають шість прісноводних ваді, що поставляють воду тільки взимку. Влітку озеро через канал Тінджа і озеро Бізерта з'єднане з Середземним морем, тому солоність води влітку дещо збільшується. Озеро є останнім залишком від великої системи озер, колись розташованих у Північній Африці.
У парку розташований один з найважливіших орнітологічних заповідників Північної Африки, з багатою різноманітністю флори і фауни. Зустрічаються рідкісні види, як, наприклад, султанка і мармуровий чирок, а також широко поширені — гуси, качки, лебеді і фламінго. Рослини в озері служать їжею птахам. Вапняковий скельний масив покритий оливковими деревами.

## Небезпека
Екосистема знаходиться під загрозою через будівництво дамб вище озера, що збільшує солоність води. Передбачається встановити шлюзи, які поліпшать розподіл прісної води. Через збільшення вмісту солі у воді в 1996 році парк був внесений до списку об'єктів Світової спадщини, що знаходяться в небезпеці. ЮНЕСКО розробило антикризовий план, що поліпшило стратегію управління парком і розподіл водних ресурсів. Влада Тунісу заборонила використання води озера для сільськогосподарських потреб. У результаті поголів'я птахів відновилося, і в 2006 році парк було виключено зі списку об'єктів Світової спадщини, що знаходяться в небезпеці.